# Посёлок № 1 совхоза имени Ильича
№ 1 совхоза имени Ильича — упразднённый в 1986 году посёлок Дербентского района Республики Дагестан Российской Федерации. Включён в состав города Дагестанские Огни.

## География
Располагался у федеральной трассы Р-217 Кавказ, к югу от последней относительно города Дагестанские Огни, к северо-востоку от горы Барафтау (208 м). Расстояние до Каспийского моря составляет около 3 км.

## История
Посёлок совхоза возник в 1957 году как переселенческий посёлок колхоза имени Маленкова села Зидьян. В том же году на базе колхоза был организован виноградарческий совхоз имени Ильича, центральное отделение которого разместилось в Посёлке № 1. По данным на 1966 и 1970 годы Посёлок № 1 являлся административным центром Зидьянского сельсовета.
В 1960-е годы в посёлок были переселены жители сел: Гоа Агульского района; Думурхиль, Куярик, Афна, Сертиль и Халаг Табасаранского района; Зидьян и Кемах Дербентского района.
На средства совхоза в 1980 году начато строительство школы, завершённое в 1984 году.
В 1986 году включён в состав рабочего посёлка Дагестанские Огни.

## Населения
По данным всесоюзной переписи населения 1970 года в Посёлке № 1 проживало 3795 человек (постоянное население 3818 чел.). К 1979 году численность жителей посёлка № 1 совхоза имени Ильича фактически удвоилась и составила 6422 человека.
Национальный состав
По данным Всесоюзной переписи населения 1979 года:
| № | Национальность | Численность, чел. | Доля  |
| - | -------------- | ----------------- | ----- |
| 1 | табасаранцы    | 3648              | 56 %  |
| 2 | азербайджанцы  | 2266              | 35 %  |
| 3 | даргинцы       | 169               | 2,6 % |
| 4 | агульцы        | 169               | 2,6 % |
| 5 | лезгины        | 135               | 2,1 % |
| 6 | русские        | 87                | 1,3 % |
| 7 | другие         | 26                | 0,4 % |

## Инфраструктура
Действовал винсовхоз им. Ильича.
СОШ № 2 совхоза им. Ильича.